# Saltos ornamentais no Campeonato Europeu de Esportes Aquáticos de 2016 - Plataforma 10 m sincronizado misto
A prova da plataforma 10 m sincronizado misto dos saltos ornamentais no Campeonato Europeu de Esportes Aquáticos de 2016 ocorreu no dia 14 de maio em Londres, no Reino Unido. 

## Calendário
| Fase  | Data       | Hora  |
| ----- | ---------- | ----- |
| Final | 14 de maio | 17:00 |

Todos os horários estão no horário local (UTC+0)

## Medalhistas
| Ouro                                       | Prata                                  | Bronze                                        |
| Ucrânia · Yulia Prokopchuk · Maksym Dolhov | Reino Unido · Georgia Ward · Matty Lee | Rússia · Yulia Timoshinina · Nikita Shleikher |

## Resultados
Esses foram os resultados da competição.
| Pos.              | Saltador                           | Nacionalidade |        |
| Pos.              | Saltador                           | Nacionalidade | Pontos |
| ----------------- | ---------------------------------- | ------------- | ------ |
| Medalha de ouro   | Yulia Prokopchuk Maksym Dolhov     | Ucrânia       | 323.70 |
| Medalha de prata  | Georgia Ward Matty Lee             | Reino Unido   | 318.24 |
| Medalha de bronze | Yulia Timoshinina Nikita Shleikher | Rússia        | 307.68 |
| 4                 | Noemi Batki Maicol Verzotto        | Itália        | 304.62 |
| 5                 | Christina Wassen Timo Barthel      | Alemanha      | 277.14 |
| 6                 | Mara Aiacoboae Alin Ioan Rontu     | Roménia       | 275.40 |